# Charles Terront
Charles Terront (Saint-Ouen (Seine-Saint-Denis), 25 april 1857 - Sainte-Marguerite-les-Marseille, 31 oktober 1932) was een Frans wielrenner, die beroeps was tussen 1876 en 1893.
Terront was een langeafstandsspecialist. Hij was de eerste winnaar van Parijs-Brest-Parijs (1198 km in 71 uur en 37 minuten, naar verluidt zonder te slapen). Zijn sponsor in die wedstrijd was Michelin, die met zijn luchtbanden nu definitief doorbrak.
In het Parijse Palais des Machines leverde hij in 1892 een gedenkwaardig duel met Jean-Marie Corre over 1000 km. Hij legde de afstand (2500 rondes op de piste van 400 m) af in 41 uur en 58 minuten en liet zijn tegenstander 9,2 km achter zich.
In 1893 reed hij van Parijs naar Sint-Petersburg (2.836 km) in 14 dagen en 7 uur.

## Belangrijkste overwinningen
1875
Zesdaagse van Birmingham
1876
Angers
Rouen
1877
Montauban
1878
Fougères
1879
Angers
Zesdaagse van Boston
1880
Zesdaagse van Edinburgh
Fougères
Zesdaagse van Hull
1881
Tours
1882
Agen
Zesdaagse van Angers
1883
Amiens
Fougères
1884
Fougères
1887
Angers
Rennes
1888
Angers
Frans Kampioenschap, Baan, Halve Fond, Elite
1889
Frans Kampioenschap, Baan, Halve Fond, Elite
1891
Parijs-Brest-Parijs
1897
Zesdaagse van Boston

## Ploegen
- 1891 - Humber Beeston
- 1893 - DS

- Biblioteca Nacional de España: XX5300105
- Bibliothèque nationale de France: cb16607889h (data)
- Catàleg d'autoritats de noms i títols de Catalunya: 981058524704006706
- International Standard Name Identifier: 0000 0004 2517 5034
- Virtual International Authority File: 305991392